# フクパーク記念
フクパーク記念は、かつて兵庫県競馬組合で施行されていた、アングロアラブ競走馬の重賞競走である。
フクパークは兵庫県競馬の戦後初期を代表する名馬として知られ、その活躍を称えるための重賞競走として1961年に開設。フクパークが補助馬として兵庫県競馬組合に入厩したことから、当初は補助馬（組合が競走馬を購入するシステム）に限定して姫路競馬場で行われ、アラブ三冠出走を目指す競走馬の前哨戦の意味合いが強かった。しかしサラブレッド導入に伴うレース形態の見直しで2000年にアラブ三冠競走に指定される。（この時は姫山菊花賞も三冠指定に）
だが更なるアラブ系競走馬の出走頭数の減少傾向から2002年に重賞指定を解かれ、2003年は指定オープン特別の扱いで行われ、その年を最後に競走そのものも廃止された。

## 歴代優勝馬
第15回以降の記録を記載。(馬齢は旧表記で統一)
| 回数   | 施行日        | 優勝馬             | 性齢 | 競馬場 | 距離  | 馬場 | タイム | 優勝騎手   | 管理調教師 |
| ------ | ------------- | ------------------ | ---- | ------ | ----- | ---- | ------ | ---------- | ---------- |
| 第15回 | 1975年2月2日  | ギヨク             | 牡4  | 園田   | 1800m | 良   | 2:07.4 | 山元紀男   | 上田       |
| 第16回 | 1976年2月10日 | コウイチワン       | 牡4  | 園田   | 1800m | 良   | 2:05.8 | 当間       | 斎藤堯     |
| 第17回 | 1977年1月30日 | オーゼキミエ       | 牡4  | 園田   | 1800m | 良   | 2:04.3 | 山元紀男   | 田中       |
| 第18回 | 1978年1月29日 | マツサオサヒロ     | 牡4  | 園田   | 1630m | 良   | 1:25.8 | 石川昇     | 保利照美   |
| 第19回 | 1979年2月19日 | ファイヤータカシ   | 牡4  | 園田   | 1630m | 不良 | 1:51.6 | 石川昇     | 鴨林武男   |
| 第20回 | 1980年1月24日 | タニノマイウエー   | 牡4  | 園田   | 1630m | 良   | 1:54.2 | 植松       | 柿木       |
| 第21回 | 1981年1月25日 | ハマエルシドエース | 牡4  | 園田   | 1630m | 良   | 1:53.7 | 山元紀男   | 鴨林武男   |
| 第22回 | 1982年1月21日 | ナルミワイズリー   | 牡4  | 園田   | 1630m | 良   | 1:54.3 | 山元紀男   | 細川       |
| 第23回 | 1983年1月28日 | ハクエンジェル     | 牡4  | 園田   | 1630m | 良   | 1:53.9 | 田中道夫   | 永井秀男   |
| 第24回 | 1984年3月7日  | トミアサヒ         | 牡4  | 姫路   | 1500m | 良   | 1:44.2 | 石川昇     | 鴨林武男   |
| 第25回 | 1985年3月19日 | ビクトリーノーザン | 牡4  | 姫路   | 1500m | 不良 | 1:39.7 | 保利良次   | 武田廣臣   |
| 第26回 | 1986年3月5日  | ビクトリーニシキ   | 牡4  | 姫路   | 1500m | 良   | 1:39.9 | 保利良次   | 武田廣臣   |
| 第27回 | 1987年3月1日  | エステートイーグル | 牡4  | 姫路   | 1500m | 良   | 1:41.8 | 尾原強     | 永井秀男   |
| 第28回 | 1988年3月6日  | インターロッキー   | 牡4  | 姫路   | 1500m | 良   | 1:39.8 | 田中道夫   | 武田廣臣   |
| 第29回 | 1990年3月18日 | ナルミギンガ       | 牡4  | 姫路   | 1500m | 良   | 1:42.8 | 尾林幸二   | 浜口正行   |
| 第30回 | 1991年3月6日  | マスノトライバル   | 牝4  | 姫路   | 1500m | 重   | 1:41.9 | 平松徳彦   | 山元紀夫   |
| 第31回 | 1992年3月27日 | ブルースカッド     | 牡4  | 姫路   | 1500m | 不良 | 1:40.6 | 保利良次   | 保利照美   |
| 第32回 | 1993年3月30日 | フジノカップ       | 牡4  | 姫路   | 1500m | 重   | 1:40.3 | 田中道夫   | 利國彦一   |
| 第33回 | 1994年3月30日 | ビクトリーガンバ   | 牡4  | 姫路   | 1500m | 良   | 1:41.0 | 小牧太     | 武田廣臣   |
| 第34回 | 1995年5月17日 | ヒロタケテンプー   | 牡4  | 園田   | 1630m | 不良 | 1:50.5 | 尾林幸二   | 利國彦一   |
| 第35回 | 1996年3月20日 | イワノボーイ       | 牡4  | 姫路   | 1500m | 稍重 | 1:40.4 | 三野孝徳   | 稲田礎     |
| 第36回 | 1997年3月19日 | ビールペエカー     | 牡4  | 姫路   | 1500m | 重   | 1:41.4 | 松浦政宏   | 稲田礎     |
| 第37回 | 1998年3月18日 | タッカースカレー   | 牡4  | 姫路   | 1500m | 良   | 1:38.4 | 小牧太     | 曾和直榮   |
| 第38回 | 1999年3月24日 | ピカイチ           | 牝4  | 姫路   | 1500m | 重   | 1:38.3 | 米田幸治   | 松尾一幸   |
| 第39回 | 2000年4月19日 | タカライデン       | 牡4  | 園田   | 1870m | 良   | 2:06.7 | 赤木高太郎 | 斎藤堯     |
| 第40回 | 2001年4月18日 | クールテツオー     | 牡4  | 園田   | 1870m | 良   | 2:04.7 | 岩田康誠   | 渡邊幸生   |
| 第41回 | 2002年4月24日 | ミスターサックス   | 牡4  | 園田   | 1870m | 良   | 2:03.6 | 松浦政宏   | 佐々木勝彦 |
| 第42回 | 2003年4月23日 | サンクリント       | 牡4  | 園田   | 1700m | 稍重 | 1:53.6 | 田中学     | 西村守幸   |

上記の出典は地方競馬全国協会のwebページによる。